# Kossuthváros (Kecskemét)

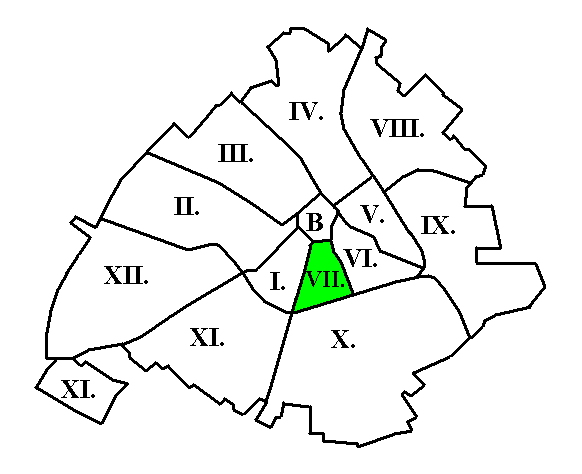
Elhelyezkedése Kecskeméten belül

Kossuthváros Kecskemét egyik városrésze. Zömmel zsúfoltan beépített utcák és néhány panelház jellemzik a városrész képét. A Kossuth körúttól délre fekvő részeket alacsony színvonalú lakóházak, illetve ipari jellegű területek jellemzik.

## Fekvése
Kecskemét központi részén található, a Halasi út és a Batthyány út, a Horváth Döme krt., a Mezei utca, valamint a vasút között, gyakorlatilag sík területen, jelentősebb természetes vízfelület nélkül. Északról a Belváros, keletről az Erzsébetváros, nyugatról az Árpádváros, míg délről a Szent László-város , határolja. Itt található a Bács-Kiskun Vármegyei Rendőr-Főkapitányság (Batthyány utca 14.), illetve Kecskemét Alsó vasútállomás, továbbá az elektromos művek helyi központja.

## Politika
2010-ben átszervezték a helyi választókörzeteket, a Kossuthváros északi része a 9-es, déli része a 11-es választókörzetbe került, melyek képviselői a városi közgyűlésben a 2010-es önkormányzati választások óta Dr. Szeberényi Gyula Tamás és Lévai Jánosné, mindketten a Fidesz színeiben indultak.
A városrészben Rákócziváros-Kossuthváros Városrészi Önkormányzat néven 1998 óta részönkormányzat működik.

## Tömegközlekedés
A városrész nyugati határán közlekednek a 2-es, a 2A és 32-es, a keleti szélén a 7C és 13-as viszonylatszámú autóbuszjáratok, míg a városrész közepén halad át a 21-es járat.

## Külső hivatkozások
- Kecskemét honlapja
- Kecskemét városrészeinek térképe
- A Bács-Kiskun Vármegyei Rendőr-Főkapitányság honlapja